# (1499) Pori
(1499) Pori – planetoida z pasa głównego asteroid okrążająca Słońce w ciągu 4 lat i 133 dni w średniej odległości 2,67 au. Została odkryta 16 października 1938 roku w Obserwatorium Iso-Heikkilä w Turku przez Yrjö Väisälä. Nazwa planetoidy pochodzi od Pori, miasta w Finlandii. Przed nadaniem nazwy planetoida nosiła oznaczenie tymczasowe (1499) 1938 UF.